# بیروت بزرگ
بیروت بزرگ (به عربی: بیروت الکبری) یک منطقه شهری است که شامل شهر بیروت (استان بیروت) و شهرداری‌های مجاور آن در استان جبل لبنان می‌شود. این منطقه یک واحد اداری واحد را تشکیل نمی‌دهد. بیروت بزرگ از نظر جغرافیایی از جنوب تا رودخانه دامور در شهرستان شوف امتداد دارد تا به رودخانه «نهرالکلب» در شهرستان کسروان در شمال برسد.

## جمعیت‌شناسی
بیروت بزرگ به طور مساوی بین مسیحیان و مسلمانان تقسیم شده است:
- بیروت غربی عمدتاً توسط سنی‌ها (70٪) و اقلیتی از مسلمانان شیعه، با تعداد کم اما قابل توجهی مسیحی و دروزی، سکونت دارد.
- بیروت شرقی و شمالی عمدتاً مسیحی هستند که 65٪ آنها مارونی و سایر کاتولیک‌ها و 35٪ ارتدکس هستند.
- حومه بیروت جنوبی که با نام ضاحیه نیز شناخته می‌شود، عمدتاً توسط مسلمانان شیعه (85٪) با اقلیت‌های کوچک سنی و مسیحی همزیستی دارد.